# Megaselia damasi
Megaselia damasi är en tvåvingeart som beskrevs av Ronald Henry Lambert Disney 1985. Megaselia damasi ingår i släktet Megaselia och familjen puckelflugor. Inga underarter finns listade i Catalogue of Life.